# Мадам
Мадам (фр. Madame, англ. Madam) — це ввічлива та офіційна форма звернення до жінок в англійській мові, яка часто скорочується до пані (вимовляється /ˈmæm/ в американській англійській і таким чином, але також /ˈmɑːm/ в британській англійській). Термін походить від французького «madame» від «ma dame», що означає «моя леді». Французькою абревіатурою є «Mme», а множина — mesdames. Ці терміни зрештою походять від латинського слова domina, що означає «володарка».

## Використання як форма звернення

### Офіційний протокол
Після одного звернення до неї «Ваша Величносте» було правильно звертатися до Королеви Сполученого Королівства як «Мем», щоб римуватись із короткою британською вимовою «джем» до кінця розмови. Лист до королеви може починатися словами «мадам» або «нехай це сподобається вашій величності». До інших жінок-членів британської королівської родини зазвичай звертаються в розмові спочатку як Ваша Королівська Високість, а потім як Мем.
Пані президент або мадам президент — офіційна форма звернення до жінок-президентів і віце-президентів республік. Пані секретар — це офіційна форма звернення до жінки-члена кабінету міністрів Сполучених Штатів; жінка-генеральний прокурор Сполучених Штатів офіційно звертається до мадам генеральний прокурор. Пані спікер – це правильна форма звернення для жінки-спікера Палати представників США (наприклад, Ненсі Пелосі), Британської палати громад (наприклад, Бетті Бутройд) або Палати громад Канади, а також жінки-спікера Канади Сенат.
У Сполучених Штатах з початку 19 століття до 1980 року суддів Верховного суду офіційно називали містером юстиції (прізвище). 1980 року назва була вилучена, «щоб уникнути незручного найменування «пані суддя»» в очікуванні жінки, яка приєднається до суду. Таблички на дверях палат із написом «Містер Справедливість» були видалені після того, як Сандра Дей О'Коннор приєдналася до суду в 1981 році. Жінок-членів вищих судів штатів раніше іноді називали «Пані Суддя», відповідно до формально використовуваного «Містера Справедливості». Судді Розмарі Баркетт із Верховного суду Флориди не сподобався титул, оскільки вона була незаміжня, і оголосила, що її називатимуть просто суддею Баркетт, що призвело до того, що всі судді-чоловіки виключили містера зі своїх форм звернення.
У Канаді найменування пан/пані прем’єр-міністр і пан/пані міністр «часто неофіційно чути» для прем’єр-міністрів та інших міністрів, але не в офіційному вживанні. Мадам — доречний титул у розмові з жінкою-генерал-губернатором Канади або жінкою-дружиною генерал-губернатора при другому та наступному згадуванні (після «Ваше Високоповажність» або «Екселенціє» використовують при початковому згадуванні). На слуханнях адвокати звертаються до жінок-членів Верховного Суду як пані Суддя або Суддя; письмово жінку-суддю називають Шановна пані (головний) суддя. Цей же стиль використовують для інших жінок-членів канадських федеральних судів.
У судах Англії та Уельсу до магістрата звертаються «ваша шановність» або «сер» (якщо чоловік) або «пані» (якщо жінка). До жінки-судді окружного суду можна письмово звертатися як «Шановний суддя» або «Шановна пані», тоді як до жінки-судді Високого суду можна звертатися як «Шановна пані» або «Шановна пані» (ім’я) або «Шановний суддя». Однак у суді до суддів окружного суду звертаються як суддя (або відповідно до титулу), а до жінок-суддів високого суду звертаються як моя леді або пані/пані юстиція (прізвище).
У дипломатії мадам посол і посол (прізвище) є відповідним офіційним способом звернення до жінки-посла. У деяких країнах дружина посла також може називатися пані посол. Це стосується франкомовних країн, але не серед дипломатів США чи іноземного дипломатичного корпусу у Вашингтоні. У країнах, де дружини послів також можуть мати титул пані посол, Інститут дипломатичної служби радить американським дипломатам «звертатися до жінок-послів за її прізвищем (посол Джонс), щоб уникнути плутанини та забезпечити їй належну повагу». Пані Верховний комісар є відповідним формальним способом усного звернення для жінки-верховного комісара. Титул пані також можуть використовувати для звернення до тимчасових повірених у справах, хоча титул "пані" або "пані" замість нього можна використовувати.

### Використання для військових і поліції
«Мем» зазвичай використовують як усне звернення до жінок-офіцерів інспекторів і вищих чинів у британській поліції. Це слово також вживає молодший персонал для звернення до жінок-начальників у британських збройних силах.
Використання сер і пані як форм звернення до начальників є поширеним у збройних силах Сполучених Штатів. Правила армії та ВПС США стверджують, що для молодшого особового складу доцільно вітатися пані, коли вони віддають честь жінці-начальнику. Використання офіційних способів звертання, таких як сер або пані, вкорінене у військовій культурі, відрізняється від американського корпоративного чи цивільного середовища, де більшість співробітників звертаються один до одного на ім’я, а використання офіційних титулів вважається незручним. У публікації Командування людських ресурсів армії США за 2017 рік зазначено, що на півночі Сполучених Штатів «часто чути, як жінки молодого та середнього віку кажуть: «Не називайте мене пані», оскільки це вважається титулом, зарезервованим для старших жінок».
У Збройних силах Канади слово «пані» є правильною відповіддю, коли звертають увагу на жінку-офіцера або старшого прапорщика.

### Використання в нерідних англомовних суспільствах
Титул мадам зазвичай використовують в англійській мові для франкомовних жінок, напр. «Президент і пані де Голль».
Терміни «Мадам Мао» та «Мадам Чан Кайші» часто вживали в англійській мові для позначення Цзян Цін (дружини Мао Цзедуна) та Сун Мейлін (дружини Чан Кайші), відповідно; Мадам наблизила китайські шанобливі форми звертання.

### Інше використання
Поза рамками офіційного протоколу термін «пані» можуть використовувати для звернення до жінки, з якою ви не знайомі. Цей термін «мається на увазі, щоб передати повагу та люб’язність, злегка присолену повагою». Наприклад, офіціанти, продавці магазинів або поліціянти можуть використовувати цей термін. На відміну від міс, термін «пані», як правило, використовують щодо літніх жінок, що є однією з причин, чому деяким не подобається цей термін. Іншим цей термін не подобається з інших причин, наприклад через відстань, яку він створює між мовцем і особою, до якої звертаються; передбачуваний «дух класових відмінностей»; і "зневажливі, жорсткі та одноманітні" асоціації. Інші, такі як експерт з питань етикету Джудіт Мартін, захищають цей термін як гідний. Мартін пише, що мадам (або пані) і сер — це «універсальні титули для прямого звернення, як безпомилковий спосіб висловити повагу до людей, чиї імена вам невідомі».
Існують регіональні відмінності у використанні; у Сполучених Штатах «пані» частіше чують на півдні та середньому заході та рідше на східному та західному узбережжях.